# Дедебал
 Тази статия е за селото.  За античния град вижте Галипсос.  
Дедебал или Деде Бали (на гръцки: Γαληψός, Галипсос, до 1928 година Δεδέμπαλη, Дедебали) е село в Егейска Македония, Гърция, част от дем Кушница, област Източна Македония и Тракия.

## География
Селото е разположено на 200 m надморска височина в южното подножие на Кушница (Пангео) на 30 km югозападно от Правища (Елевтеруполи).

## История

### В Османската империя
В края на XIX век Дедебал е турско мюсюлманско село в Правищка каза на Османската империя.

### В Гърция
Селото попада в Гърция след Междусъюзническата война в 1913 година. През 20-те години мюсюлманското му население се изселва по споразумението за обмен на население между Гърция и Турция след Лозанския мир и на негово място са заселени гърци бежанци от Турция. В 1928 година селото е изцяло бежанско с 33 семейства със 126 души. Българска статистика от 1941 година показва 500 жители.
Населението произвежда традиционно тютюн, жито и се занимава със скотовъдство.
| Име       | Име       | Ново име | Ново име | Описание                                 |
| --------- | --------- | -------- | -------- | ---------------------------------------- |
| Мангила   | Μαγγίλα   | Кавакия  | Καβάκια  | възвишение ЮЗ от Галипсос и И от Офринио |
| Ментешели | Μεντεσελῆ | Ерипия   | Ἐρείπια  | бивше село И от Галипсос                 |

| Година    | 1913 | 1920 | 1928 | 1940 | 1951 | 1961 | 1971 | 1981 | 1991 | 2001 | 2011 | 2021 |
| --------- | ---- | ---- | ---- | ---- | ---- | ---- | ---- | ---- | ---- | ---- | ---- | ---- |
| Население | 207  | 167  | 220  | 438  | 348  | 431  | 363  | 338  | 372  | 433  | 414  | 345  |